# Archontophoenicinae
Archontophoenicinae és una subtribu de palmeres que consta de quatre gèneres, especialment Archontophoenix de Queensland i New South Wales i Actinokentia, Chambeyronia i Kentiopsis de Nova Caledònia. Phylogenetic relationships between the four genera are unresolved.

## Descripció
Les palmeres d'aquesta subtribu són de mida mitjana i de fulles pinnades